# KPop Demon Hunters (саундтрек)
KPop Demon Hunters — альбом-саундтрек к анимационному музыкальному фэнтези-фильму «Кейпоп-охотницы на демонов», выпущенный лейблом Republic Records 20 июня 2025 года.
Альбом состоит из девяти оригинальных песен, написанных Дэнни Чангом, IDO, Vince, Кушем, Ejae, Дженной Эндрюс, Стивеном Кирком, Линдгреном, Марком Зонненбликом и Даниэлом Рохасом. Продюсерами выступили Тедди Парк, 24, IDO, DOMINSUK, Эндрюс, Кирк, Линдгрен и Иан Эйзендрат. Музыку написал Марсело Зарвос. Исполнители указаны под именами Huntr/x и Saja Boys, как группы персонажей.
В саундтрек вошли три предыдущих релиза: «Strategy» группы Twice, «Love, Maybe» группы MeloMance и «Path» группы Jokers. Ведущий сингл с альбома, «Takedown», был исполнен участницами группы Twice Чонён, Чихё и Чхэён и выпущен одновременно с альбомом. Второй сингл, «Golden», был исполнен Ejae, Одри Нуной и Рей Ами под псевдонимом Huntr/x и вышел 4 июля.

## История
Что касается музыки к фильму, режиссёры Мэгги Канг и Крис Аппельханс рассматривали K-pop как неотъемлемый жанр для выбора музыкального тона. Канг объяснил, что во время разработки фильма они решили, что это не будет «традиционный мюзикл, где персонажи поют, чтобы выразить свои чувства», и вместо этого в фильме будут «музыкальные фрагменты, пронизывающие весь фильм, и это казалось органичным способом продвинуть историю вперёд. Но по мере того, как мы продолжали разрабатывать фильм, мы поняли: „О, нет — это настоящий мюзикл“. Даже если персонажи не поют о своих чувствах, каждая строка должна была служить истории и раскрывать что-то о них или продвигать сюжет». Сравнивая песни Huntr/x и Saja Boys, Эппельханс объяснил, что они «хотели, чтобы песни Saja Boys были невероятно запоминающимися, но при этом слегка пустыми, словно в них нет настоящей души», что контрастирует с «эмоционально уязвимыми и честными» песнями Huntr/x: «Идея заключалась в том, что поверхностная часть вашего сердца может быть одержима парнями, но более глубокая часть тронута девушками».
Они привлекли множество музыкальных продюсеров для работы над «к-поп треками, достойными чартов», включая Тедди Пака, соучредителя The Black Label, а также номинированных и удостоенных премии «Грэмми» продюсеров Линдгрена, Стивена Кирка и Дженну Эндрюс, которые работали с такими исполнителями K-pop, как BTS, Twice и Blackpink, среди прочих. Исполнительным музыкальным продюсером выступил Иэн Эйзендрат, который отметил: «Я всегда считал K-pop самым театральным жанром поп-музыки, поэтому меня сразу же воодушевили возможности того, что может произойти в контексте повествования с песнями K-pop [и] участием настоящих, создающих хиты исполнителей K-pop. Я просто почувствовал, что всё было создано для того, чтобы стать особым музыкальным и повествовательным опытом». Все песни были написаны и записаны до того, как были интегрированы в повествование, при этом Эйзендрат также хотел, чтобы они стали самостоятельными записями.

## Релиз
Саундтрек был выпущен лейблом Republic Records 20 июня 2025 года, в тот же день, что и фильм. Ему предшествовала версия «Takedown» группы Twice в качестве ведущего сингла. 4 июля 2025 года Republic Records выпустили сингл «Golden» вместе с трёхтрековым сборником, который также включал инструментальную версию и версию а капелла.
В саундтреке 12 треков, включая девять оригинальных песен и три предыдущих релиза: «Strategy» группы Twice, «Love, Maybe» группы MeloMance и «Path» группы Jokers.

## Отзывы
| Оценки критиков | Оценки критиков |
| Источник        | Оценка          |
| --------------- | --------------- |
| AllMusic        | [ 10 ]          |

Альбом получил положительные отзывы музыкальной критики и интернет-изданий.
Джейсон Липшуц из Billboard объяснил, что «и Huntr/x, и Saja Boys могут стать звёздами лета», поскольку «запуски в чартах выглядят как тихое начало полноценного культурного феномена», отметив, что «вся музыка KPop Demon Hunters переживает всплеск прослушиваний на второй неделе релиза». Липшуц подчеркнул, что «„Golden“ и „Your Idol“, похоже, являются наиболее выдающимися песнями на данный момент» с точки зрения количества прослушиваний, однако «саундтреки, такие как „What It Sounds Like“ и „Free“, также утроили свои прослушивания с первой по вторую неделю релиза, а также показали значительный рост продаж песен». Рецензируя саундтрек для музыкальной базы данных AllMusic, Нил З. Йенг дал ему 4 из 5 звёзд и заявил, что исполнители Huntr/x и Saja Boys «так хорошо поют, что могли бы быть участниками K-pop групп в реальной жизни». Запоминающиеся и впечатляющие, треки Huntr/x и Saja Boys — жемчужины поп-музыки высшего уровня, которые становятся ещё более впечатляющими, если слушатели смотрели фильм". Кэтси Стефан из Variety прокомментировала, что «Huntr/x быстро стала третьей по популярности K-pop группой в мире», отметив, что их «превзошли только BTS и Stray Kids». Ник Романо из Entertainment Weekly подчеркнул, что две вымышленные группы «похоже, захватывают мир», что весьма показательно, поскольку «технически» эти «артисты нереальны». Питер Хоскинс из BBC прокомментировал, что «успех альбома, возможно, не должен вызывать особого удивления, поскольку в команду, создавшую альбом, входили ведущие продюсеры, включая Тедди Пака, работавшего с Blackpink, и Линдгрен, участника BTS». Эриэль Сударио из Collider прокомментировала, что Huntr/x — не «первая вымышленная K-pop группа, ставшая вирусной», выделив другие вымышленные K-pop группы, такие как K/DA, Red Queen и Boys Generally Asian. Она высказала мнение, что «несмотря на их популярность и успех, одним из главных недостатков поддержки вымышленных K-pop групп является то, что они, как правило, недолговечны».
Романо заявил, что «успех саундтрека к фильму „Кейпоп-охотницы на демонов“ — это заслуга того, что Канг и Эппельханс очень серьёзно отнеслись к музыкальным элементам, собрав команду, способную сочинять песни, которые могли бы соперничать с великими к-поп хитами современности». Стефан высказал мнение, что «невозможно отделить успех KPop Demon Hunters от его непереключаемого саундтрека, включающего мгновенные хиты, которые органично сочетают стиль K-Pop с музыкально-театральным повествованием, напоминающим лучшие работы Алана Менкена в Disney». Джесси Хассенджер из Decider сравнил KPop Demon Hunters с мюзиклами Disney, отметив, что «неожиданный мюзикл, который делает это хорошо, — это практически неслыханно». Хотя Хассенджер прокомментировал, что песни K-pop в фильме не достигли уровня «мастеров музыкального жанра уровня „Бруно“», он похвалил фильм за переосмысление того, «как использовать музыку в семейной анимации», что, по его мнению, было недостаточным для последних мюзиклов Disney. Хассенджер также отметил, что саундтрек «отличается» «от взрослой суеты саундтреков, настолько озабоченных максимизацией своего влияния в чартах, что они почти не имеют ничего общего с самими фильмами», как, например, недавний саундтрек к фильму «F1» (2025).

### Награды и номинации
| Год  | Награда              | Категория | Работа                 | Результат | Ссылка        |
| ---- | -------------------- | --------- | ---------------------- | --------- | ------------- |
| 2025 | K-World Dream Awards | Best OST  | «Golden» (Huntr/x)     | Ожидается | [ 17 ] [ 18 ] |
| 2025 | K-World Dream Awards | Best OST  | «Soda Pop» (Saja Boys) | Ожидается | [ 17 ] [ 18 ] |

## Коммерческий успех
В США саундтрек KPop Demon Hunters дебютировал на восьмой строчке в чарте Billboard 200 с тиражом 31 000 эквивалентных альбомных единиц и на 18-й строчке в чарте Top Album Sales с 3 000 продаж. Альбом занимает наивысшее место в чарте Billboard 200 для саундтреков, выпущенных в 2025 году, и является первым саундтреком 2025 года, попавшим в десятку лучших. Альбом также стал самым высоко оценённым альбомом саундтреков к анимационным фильмам в чарте со времён саундтрека Человека-паука: Через вселенные от Metro Boomin (2023), заняв седьмую строчку, а также первым саундтреком Netflix, достигшим первой строчки в Top Soundtracks примерно за два года. На следующей неделе альбом поднялся на третью строчку в чарте Billboard 200, став самым высоко оценённым саундтреком 2025 года. Billboard и NPR Music отметили, что в списке Billboard Hot 100 от 12 июля семь песен попали в топ-40, пять из которых дебютировали, а две поднялись до топ-40. Кроме того, шесть из этих песен «также были в чарте Streaming Songs». На третьей неделе альбом достиг второго места в Billboard 200 с наибольшим количеством прослушиваний сингла в неделю для саундтрека за последние три года.
Газета The Korea Herald, отмечая дебют саундтрека в чартах Billboard, отметила, что альбом «произвёл большой фурор в музыкальных чартах по всему миру», и «в Южной Корее реакция была столь же бурной». BBC подчеркнула, что Huntr/x и Saja Boys — с песнями «Golden» и «Your Idol» соответственно — возглавили американский чарт Spotify, причём Huntr/x заняли «второе место в чарте, обогнав Blackpink как самую высокочартовую женскую K-pop группу», а Saja Boys стали «самой высокочартовой мужской K-pop группой в истории Spotify в США», обогнав BTS. Липшуц объяснил, что в отличие от анимационных мюзиклов с «одной или двумя выдающимися песнями», саундтрек к «KPop Demon Hunters» — это явление, больше напоминающее саундтрек к фильму «Энканто», который покорил Hot 100 в 2021 году, и семь песен из саундтрека вошли в чарт этой недели". Липшуц прокомментировал, что и «Golden», и «Your Idol» были «близко к вершинам ежедневных списков прослушиваний в США и по всему миру в течение нескольких дней, но то же самое можно сказать и о мощном открывающем треке Huntr/x „How It’s Done“, и о липко-сладкой песне бой-бэнда „Soda Pop“, и о ключевой балладе „What It Sounds Like“, которые в настоящее время входят в топ-11 чарта Daily Top Songs USA Spotify». Huntr/x стали «первым вымышленным артистом, воцарившимся» в Billboard Global 200 и Billboard Global Excl. US, когда их песня «Golden» поднялась на первое место в обоих чартах. Billboard подчеркнул, что, хотя Huntr/x «обгоняет своих конкурентов» Saja Boys, две песни бой-бэнда KPop Demon Hunters также попали в «топ-10» этих двух чартов.
18 августа 2025 года журнал Billboard отметил, что две вымышленные группы из фильма «объединились, чтобы занять четыре из пяти лучших мест в чарте Billboard Global 200», и что только «четыре [других] элитных альбома», три Тейлор Свифт и один Дрейка, «создали целых четыре одновременных хита в первой пятерке» Global 200 с момента дебюта чарта в сентябре 2020 года.
Саундтрек сделал фильм «Кейпоп-охотницы на демонов» редким современным фильмом, который по меньшей мере трижды попадал в американский топ-10 Billboard Hot 100, что было более распространено в прошлые десятилетия. KPop Demon Hunters присоединяется к таким хитам, как Saturday Night Fever и Waiting To Exhale, похваставшись тремя попаданиями в топ-10 Hot 100 одновременно.

## Список композиций
| №                   | Название                                                                      | Автор(ы)                                                               | Продюсеры                           | Длительность |
| ------------------- | ----------------------------------------------------------------------------- | ---------------------------------------------------------------------- | ----------------------------------- | ------------ |
| 1.                  | «Takedown» (версия Twice: Ю Чонён, Пак Чихё и Сон Чхэён)                      | Линдгрен                                                               | Линдгрен Иан Эйзендрат              | 3:01         |
| 2.                  | «How It’s Done» (Huntr/x: Ejae, Одри Нуна и Рей Ами)                          | Дэнни Чанг Ejae Марк Зонненблик                                        | 24 ido Тедди Парк [англ.] Эйзендрат | 2:56         |
| 3.                  | «Soda Pop» (Saja Boys: Эндрю Чой, Neckwav, Danny Chung, Кевин Ву, SamUIL Lee) | Чанг Kush Vince                                                        | 24 Dominsuk Эйзендрат               | 2:30         |
| 4.                  | «Golden» (Huntr/x)                                                            | Ejae Зонненблик                                                        | 24 Ido Park Эйзендрат               | 3:14         |
| 5.                  | «Strategy» (Twice)                                                            | Boy Matthews Cleo Tighe Earattack Lee Woo-hyun                         | Earattack Lee Woo-hyun              | 2:48         |
| 6.                  | «Takedown» (Huntr/x)                                                          | Lindgren                                                               | Линдгрен Эйзендрат                  | 3:02         |
| 7.                  | «Your Idol» (Saja Boys)                                                       | Ejae Kush Зонненблик Vince                                             | 24 Ido Эйзендрат                    | 3:11         |
| 8.                  | «Free» (Ejae as Rumi, Andrew Choi as Jinu)                                    | Дженна Эндрюс [англ.] Стивен Кирк Зонненблик                           | Эндрюс Кирк Эйзендрат               | 3:07         |
| 9.                  | «What It Sounds Like» (Huntr/x)                                               | Эндрюс Кирк Зонненблик                                                 | Эндрюс Кирк Эйзендрат               | 4:10         |
| 10.                 | «Love, Maybe» (사랑인가 봐)                                                   | Ким Мин Сок                                                            | MeloMance                           | 3:05         |
| 11.                 | «Path» (오솔길)                                                               | Jang Woon-beom Kang Joon-woo Jo Gap-chui Kim Young-hyeon Lee Soo-young | Kang Jo                             | 3:41         |
| 12.                 | «Score Suite»                                                                 | Марсело Зарвос                                                         | Зарвос                              | 3:00         |
| Общая длительность: | Общая длительность:                                                           | Общая длительность:                                                    | Общая длительность:                 | 37:50        |

## Чарты
| Чарт (2025)                                  | Высшая позиция |
| -------------------------------------------- | -------------- |
| Австралия (ARIA)                             | 1              |
| Австрия (Ö3 Austria)                         | 1              |
| Бельгия/Фландрия (Ultratop)                  | 1              |
| Бельгия/Валлония (Ultratop)                  | 5              |
| Канада (Canadian Albums, BillboardШаблон:--) | 2              |
| Чехия (ČNS IFPI)                             | 2              |
| Дания (Hitlisten)                            | 4              |
| Нидерланды (Album Top 100)                   | 2              |
| Финляндия (Suomen virallinen lista)          | 3              |
| Германия (Offizielle Top 100)                | 1              |
| Венгрия (MAHASZ)                             | 1              |
| Исландия (Tónlistinn)                        | 2              |
| Италия (FIMI)                                | 23             |
| Япония Digital Albums (Oricon)               | 25             |
| Япония Hot Albums (Billboard Japan)          | 9              |
| Литва (AGATA)                                | 5              |
| Новая Зеландия (RMNZ)                        | 1              |
| Нигерия (TurnTable)                          | 31             |
| Норвегия (IFPI Norge)                        | 1              |
| Португалия (AFP)                             | 2              |
| Словакия (ČNS IFPI)                          | 4              |
| Испания (PROMUSICAE)                         | 10             |
| Швеция (Sverigetopplistan)                   | 2              |
| Швейцария (Schweizer Hitparade)              | 1              |
| Великобритания (UK Compilation Albums)       | 1              |
| 1                                            |                |
| США (Billboard 200)                          | 2              |
| США (Top Soundtracks, Billboard)             | 1              |

## Сертификации
| Регион                                                                      | Сертификация | Продажи |
| --------------------------------------------------------------------------- | ------------ | ------- |
| Новая Зеландия (RMNZ)                                                       | Золотой      | 7500    |
| Великобритания (BPI)                                                        | Серебряный   | 200 000 |
| Данные о продажах + прослушиваниях приведены только на основе сертификации. |              |         |

### Комментарии
1. ↑  До KPop Demon Hunters только четыре [других] элитных альбома, три Тейлор Свифт и один Дрейка, имели по четыре одновременных хита в первой пятерке чарта Global 200 с момента дебюта чарта в сентябре 2020 года. Это были диски The Tortured Poets Department (4 мая 2024), 1989 (Taylor’s Version) (11 ноября 2023), Midnights (5 ноября 2022) и Certified Lover Boy (18 сентября 2021)[28]
2. ↑  До KPop Demon Hunters только несколько альбомов-саундтреков имели одновременно по 3 или более песен в топ-10 Billboard Hot 100. Диск Saturday Night Fever (музыка фильма «Лихорадка субботнего вечера») стал первым и на сегодняшний день единственным саундтреком, четыре раза возглавлявшим чарт Hot 100 в 1977–1978 годах: «How Deep Is Your Love», «Stayin’ Alive» и «Night Fever» группы Bee Gees, а также «If I Can’t Have You» Ивонн Эллиман (также написанной этим трио). Позже, в 1978 году, четыре песни из Grease вошли в топ-10, включая заглавную песню Фрэнки Валли и «You’re the One That I Want» исполнителей главных ролей Джона Траволты и Оливии Ньютон-Джон. 
1980-е годы стали расцветом саундтреков к фильмам и сериалам, среди которых были «The Jazz Singer», «Footloose», «Beverly Hills Cop», «Miami Vice», «Beverly Hills Cop 2» и «Dirty Dancing», каждый из которых по три раза попадал в топ-10 Hot 100. В 1984–1985 годах альбом Purple Rain группы Prince and the Revolution четыре раза попадал в топ-10 Hot 100, включая песни «When Doves Cry» и «Let’s Go Crazy», занявшие первые места в чартах.

В 1990-х Уитни Хьюстон снялась в фильмах «Телохранитель» (три раза его попадали в топ-10 Hot 100 в 1992–1993 годах) и «Waiting To Exhale» (четыре раза в 1995–1996 годах; две песни Хьюстон, в том числе одна с Си-Си Вайнанс, а также хиты Мэри Джей Блайдж и Brandy). В 1997 году «Space Jam» и «Бэтмен и Робин» выпустили по три песни, вошедших в десятку лучших.

Саундтреки с несколькими хитами в десятилетии 2020-х годов были редки: до KPop Demon Hunters два альбома по два раза попадали в топ-10 Hot 100 и один раз в топ-20. В 2022 году саундтрек Encanto и актёрский состав «Энканто» отличился песнями «We Don’t Talk About Bruno» (№ 1 в течение пяти недель), «Surface Pressure» (№ 8) и «The Family Madrigal» (№ 20). В 2023 году альбом Barbie the Album включал «Dance the Night» Дуа Липы (№6), «Barbie World» Ники Минаж и Ice Spice с Aqua (№ 7) и «What Was I Made For?» Билли Айлиш (№ 14)[29]